# 2017 dans le catholicisme
Chronologie du catholicisme
- 2013
- 2014
- 2015
- 2016
- 2017
- 2018
- 2019
- 2020
- 2021

Cet article présente les faits marquants de l'année 2017 dans le catholicisme.

## Évènements
- 23 janvier : élection de Fernando Ocáriz comme prélat de l'Opus Dei.
- 28 et 29 avril : voyage apostolique du pape en Égypte.
- 12 et 13 mai : voyage apostolique du pape au Portugal, à l'occasion de centenaire des apparitions de Fátima.
- 13 mai : canonisation de Francisco Marto et de Jacinthe Marto, voyants de Fátima.
- 28 juin : consistoire pour la création de 5 cardinaux électeurs.
- 6 et 11 septembre : voyage apostolique du pape en Colombie.
- 15 octobre : canonisation des Martyrs de Natal, des Martyrs de Tlaxcala et de 2 autres bienheureux.
- 27 novembre au 2 décembre : voyage apostolique du pape en Birmanie et au Bangladesh.

## Décès

### Janvier
- 1er janvier : Hilarion Capucci, prélat syrien de rite melkite, vicaire patriarcal de Jérusalem et archevêque titulaire de Césarée-en-Palestine des Grecs-melchites (de) (° 2 mars 1922)
- 6 janvier : Una Kroll, femme prêtre anglicane convertie au catholicisme (° 15 décembre 1925)
- 11 janvier : Robert Sarrabère, prélat français, évêque d'Aire et Dax (° 30 août 1926)
- 13 janvier : Gilberto Agustoni, cardinal suisse de la Curie et évêque titulaire de Caprulae (de) (° 26 juillet 1922)
- 15 janvier : Mieczysław Maliński, prêtre, théologien et écrivain polonais (° 31 octobre 1923)
- 27 janvier : Pierre Fertin, prêtre, missionnaire et journaliste français (° 23 juillet 1928)

### Février
- 2 février : Philippe Rolland, prêtre, exégète et auteur français (° 25 février 1940)
- 9 février : Claude Geffré, religieux dominicain et théologien français (° 23 janvier 1926)
- 12 février : Albert Malbois, prélat français, premier évêque d’Évry (° 17 novembre 1915)
- 14 février : 
  - Joseph-Roger de Benoist, prêtre, missionnaire, journaliste et historien français (° 2 août 1923)
  - Casimir Wang Milu, prélat et dissident chinois, évêque de Tianshui (° 24 janvier 1943)
- 21 février : Desmond Connell, cardinal irlandais, archevêque de Dublin (° 24 mars 1926)
- 25 février : Jacques Briend, prêtre et théologien français (° 2 octobre 1932)

### Mars
- 2 mars : Sœur Marie Séraphie, religieuse dominicaine, sculptrice, peintre et poète française (° 18 novembre 1915)
- 12 mars : 
  - Jacques Fihey, prélat français, évêque de Coutances (° 1er octobre 1931)
  - Luigi Barbarito, prélat italien, diplomate du Saint-Siège et archevêque titulaire de Fiorentino (de) (° 19 avril 1922)
- 18 mars : Miloslav Vlk, cardinal tchèque, archevêque de Prague (° 17 mai 1932)
- 19 mars : Ivan Grubišić, prêtre et homme politique croate (° 20 juin 1936)
- 23 mars : William Henry Keeler, cardinal américain, archevêque de Baltimore (° 4 mars 1931)

### Avril
- 13 avril : Georges Rol, prélat français, évêque d'Angoulême (° 22 mai 1926)
- 14 avril : Noël Colombier, prêtre et chanteur chrétien français (° 23 février 1932)
- 22 avril : Attilio Nicora, cardinal italien de la Curie (° 16 mars 1937)

### Mai
- 3 mai : Philippe Béguerie, prêtre et résistant français (° 2 décembre 1935)
- 15 mai : Irénée Beaubien, prêtre jésuite québécois, engagé dans l’œcuménisme (° 20 janvier 1916)
- 23 mai : Olivier de Berranger, prélat français, évêque de Saint-Denis (° 10 novembre 1938)
- 31 mai : 
  - Jean-Marie Benoît Balla, prélat camerounais, évêque de Bafia, assassiné (° 10 mai 1959)
  - Lubomyr Husar, cardinal ukrainien, archevêque majeur de Lviv (en) puis de Kiev (en) (° 26 février 1933)

### Juin
- 2 juin : Léon Lemmens, prélat belge, évêque auxiliaire de Bruxelles et évêque titulaire de Municipa (de) (° 16 mars 1954)
- 6 juin : François Houtart, prêtre, sociologue et chanoine belge (° 7 mars 1925)
- 8 juin : Miguel d'Escoto Brockmann, prêtre et diplomate nicaraguayen (° 5 février 1933)
- 19 juin : Ivan Dias, cardinal indien de la Curie, précédemment diplomate du Saint-Siège et archevêque titulaire de Rusibisir (de) (° 14 avril 1936)
- 22 juin : John Raphael Quinn, prélat américain, archevêque de San Francisco (° 28 mars 1929)
- 25 juin : Jean Zévaco, prélat et missionnaire français à Madagascar (° 30 juillet 1925)

### Juillet
- 5 juillet : 
  - Joachim Meisner, cardinal allemand, archevêque de Cologne (° 25 décembre 1933)
  - Joaquín Navarro-Valls, directeur du Bureau de presse du Saint-Siège, porte-parole personnel de Jean-Paul II (° 16 novembre 1936)

### Août
- 5 août : Dionigi Tettamanzi, cardinal italien, archevêque de Milan (° 14 mars 1934)
- 10 août : Ruth Pfau, religieuse, missionnaire au Pakistan et médecin allemande (° 9 septembre 1929)
- 19 août : Mario Roberto Cassari, prélat italien, diplomate du Saint-Siège et archevêque titulaire de Truentum (de) (° 27 août 1943)
- 22 août : Nestor Assogba, prélat béninois, archevêque de Cotonou (° 21 février 1929)
- 27 août : Maurice Marie-Sainte, prélat français, archevêque de Saint-Pierre et Fort-de-France (° 15 janvier 1928)

### Septembre
- 1er septembre : Cormac Murphy-O'Connor, cardinal britannique, archevêque de Westminster (° 24 août 1932)
- 6 septembre : Carlo Caffarra, cardinal italien, archevêque de Bologne (° 1er juin 1938)
- 9 septembre : Velasio de Paolis, cardinal italien de la Curie et archevêque titulaire de Thélepte (de) (° 19 septembre 1935)
- 10 septembre : René Laurentin, prêtre, théologien et exégète français (° 19 octobre 1917)
- 11 septembre : António Francisco dos Santos, prélat portugais, évêque de Porto (° 29 août 1948)
- 14 septembre : Marcel Herriot, prélat français, évêque de Soissons (° 18 mai 1934)
- 16 septembre : Monique Dumais, religieuse ursuline, théologienne et militante féministe canadienne (° 1939)
- 22 septembre : Brunero Gherardini, prêtre et théologien italien (° 10 février 1925)
- 27 septembre : Edmond Abelé, prélat français, évêque de Digne (° 4 mars 1925)

### Octobre
- 2 octobre : Marcel Perrier, prélat français, évêque de Pamiers (° 28 juin 1933)
- 18 octobre : 
  - Gregory Baum, ancien prêtre et théologien canadien, expert au concile Vatican II (° 20 juin 1923)
  - Ricardo Jamin Vidal, cardinal philippin, archevêque de Cebu (° 6 février 1931)
- 22 octobre : Geraldo Verdier, prélat et missionnaire français au Brésil (° 28 mars 1937)

### Novembre
- 6 novembre : Gaetano Nicosia, prêtre salésien et missionnaire italien en Chine, dévoué auprès des lépreux (° 3 avril 1915)
- 12 novembre : Bernard Panafieu, cardinal français, archevêque de Marseille (° 26 janvier 1931)
- 16 novembre : René Latourelle, prêtre jésuite et théologien canadien (° 28 octobre 1918)
- 19 novembre : Andrea Cordero Lanza di Montezemolo, cardinal italien, diplomate du Saint-Siège et archevêque titulaire de Pandosia (de) puis de Tuscania (de) (° 27 août 1925)
- 26 novembre : Henri Burin des Roziers, prêtre dominicain, avocat et missionnaire français au Brésil (° 18 février 1930)

### Décembre
- 12 décembre : Alphonsus Liguori Penney, prélat canadien, archevêque de Saint-Jean (° 17 septembre 1924)
- 20 décembre :	Bernard Law, cardinal américain, archevêque de Boston (° 4 novembre 1931)
- 26 décembre : Maurice Borrmans, prêtre, islamologue et auteur français (° 22 octobre 1925)
- 28 décembre : Giulio Einaudi, prélat italien, diplomate du Saint-Siège et archevêque titulaire de Villamagna-en-Tripolitaine (de) (° 11 février 1928)
- 31 décembre : Clément Fecteau, prélat canadien, évêque de Sainte-Anne-de-la-Pocatière (° 20 avril 1933)

### Date précise inconnue
- Donald McGuire, prêtre jésuite américain, confesseur de Mère Teresa, renvoyé de l'état clérical pour abus sexuels (° 9 juillet 1930)